# Celulitis
Celulitis je akutna bakterijska okužba kože in podkožnega tkiva, ki jo najpogosteje povzročajo bakterije streptokoki ali stafilokoki. Kaže se z bolečino, hitro napredujočo rdečino (eritemom) in oteklino (edemom). Lahko se pojavita tudi vročina in povečane regionalne bezgavke (limfadenopatija). Celulitisa ne smemo menjati s celulitom, ki je kozmetična in ne bolezenska sprememba kože.

## Etiologija
Dva najpogostejša povzročitelja sta  Streptococcus pyogenes in Staphylococcus aureus.
Streptokoki povzročajo slabo omejeno (difuzno) okužbo ki se hitro širi zaradi encimov, ki jih izločajo. Ti encimi (streptokinaza, DNaza, hialuronidaza) razgrajujejo celične sestavine, ki v normalnih pogojih omejijo vnetje.
Stafilokokni celulitis je tipično bolj omejen (lokaliziran) in se po navadi pojavi pri odprti rani ali kožnem ognojku (abscesu).
V zadnjih letih je postal na meticilin odporen S. aureus (MRSA) pogostejši tudi v splošni populaciji (pred tem je bil omejen bolj kot ne na bolnišnice). Na okužbo z MRSO moramo zato pomisliti pri vsakem celulitisu, še posebej, če se okužba rada ponavlja ali se slabo odziva na zdravljenje z enim antibiotikom.
Redkejši vzrok okužbe so ostali streptokoki (npr. S. agalactiae) pri starejših osebah z diabetesom,  Haemophilus influenzae pri otrocih in Pseudomonas aeruginosa pri tistih z diabetesom ali  zmanjšanim številom nevtrofilcev v krvi (nevtropenija) ter pri hospitaliziranih bolnikih. Celulitis lahko nastane tudi po ugrizu raznih živali (mačke in psi...) ter pri poškodbah v vodi (npr. pri potapljanju).
Tveganje za okužbo povečajo nenormalnosti v koži (poškodbe, razjede, okužba z glivicami, kožne bolezni, ki okvarijo zaščitno funkcijo kože...). Te nenormalnosti so pogoste pri tistih s kronično okvaro v delovanju ven (venska insuficienca) ali limfnih žil (limfedemom). Pogosto mesto, kjer se okužba rada ponavlja so tudi brazgotine na golenih, ki so nastale po odvzemu ven za uporabo pri obvodu (bypassu) na srcu.

## Simptomi in znaki
Okužba se najpogosteje pojavlja v spodnjih okončinah (noge) in je tipično na eni strani. Dermatitis zaradi staze (zastajanja) je zelo podoben celulitisu, a je običajno na obeh okončinah.
Glavne značilnosti celulitisa so rdečina, občutljivost na dotik ter pogosto vnetje limfnih žil (limfangitis) in bezgavk (limfadenitis). Koža je vroča, rdeča in otekla, površina pa pogosto spominja na pomarančni olup (pomarančasta koža). Robovi spremembe so po navadi nejasni, razen pri erizipelu (šenu) so ostro omejeni. Pogoste so tudi manjše krvavitve v koži (petehije), medtem ko so večje krvavitve (ehimoze) redke. Nastanejo lahko tudi manjši mehurčki in večje bule, ki počijo in lahko včasih za sabo pustijo odmrlo tkivo. Celulitis lahko posnema globoko vensko trombozo, a se od nje  razlikuje po vsaj eni značilnosti (glej tabelo). Povišana telesna temperatura (vročina), mrzlica, pospešeno bitje srca (tahikardija), glavobol, znižan krvni pritisk (hipotenzija) in delirij  se lahko pojavijo nekaj ur pred kožnimi spremembami, vendar večina prizadetih ne izgleda bolno. Prisotno je povišano število belih krvnih celic (levkocitov) v krvi (levkocitoza).
|                                   | celulitis                 | globoka venska tromboza              |
| --------------------------------- | ------------------------- | ------------------------------------ |
| temperatura kože                  | vroča                     | normalna ali hladna                  |
| barva kože                        | rdeča                     | normalna ali modrikasta (cianotična) |
| površina kože                     | videz "pomarančaste kože" | gladka                               |
| vpletenost limfnih žil in bezgavk | pogosta                   | nikoli                               |

## Diagnoza
Diagnozo postavimo s pregledom. Vzorcev kože (in rane, če je prisotna) se načeloma ne pošlje na pregled za bakterije (kulture), ker redko pokažejo povzročitelja. Pregled krvi na organizme je uporaben pri imunsko oslabljenih bolnikih, da se izključi bakterija v krvi  (bakteremija). Vzorec tkiva za kulturo (dokaz bakterij na posebnih gojiščih) je lahko potreben pri imunsko oslabljenih, ki se ne odzivajo na zdravljenje ali če preiskava krvi ne pokaže povzročitelja.

## Prognoza
Večinoma se okužba hitro pozdravi s primerno antibiotično terapijo. Občasno se lahko pojavijo lokalni kožni ognojki (abscesi), ki jih je treba kirurško ozdraviti (odpreti in pustiti, da vsebina steče ven; incizija in drenaža). Redki ampak hudi zapleti celulitisa so huda okužba podkožja z odmiranjem tkiva in prisotnost bakterij v krvi (bakteriemija), pri kateri se bakterije širijo po telesu in povzročajo okužbe na drugih mestih (npr. ledvice, možgani...)
Pogoste so ponovitve na istem mestu, zaradi česar lahko pride do resne poškodbe limfnih žil, kronične zamašitve teh žil in otekline (limfedema) v tem področju.

## Zdravljenje
Zdravimo z antibiotiki. Večinoma je učinkovito izkustveno (empirično) zdravljenje, kadar pa ni izboljšanja, je treba vzorec tkiva poslati na mikrobiološki pregled in zdraviti glede na rezultate tega pregleda.